# Mars 2009
Mars 2009 est le troisième mois de l'année 2009. Il a commencé un dimanche et finit le mardi 31.

## Faits marquants

### Dimanche1ermars2009
- Union européenne : les dirigeants des 27 refusent l'idée d'un vaste plan d'aide pour les ex-pays de l'est, particulièrement touchés par la crise économique.
- Espagne : élections régionales en Galice (victoire de la droite du PP) et au Pays basque (coalition anti-nationaliste PP/PSOE mettant fin à 29 ans d'hégémonie des nationalistes modérés du PNV).
- Guinée-Bissau : attentat à la bombe contre le quartier général de l'armée à Bissau, le chef d'état-major de l'armée Tagmé Na Waié est tué dans l'attentat et cinq autres personnes sont blessés.

### Lundi2 mars 2009
- Guinée-Bissau : le président João Bernardo Vieira est assassiné à la suite de l'attentat de la veille contre le chef d'état-major de l'armée.

### Mardi3 mars 2009
- Allemagne : effondrement du bâtiment des archives municipales de Cologne, 2 morts et perte de documents remontant pour certains au XIVe siècle.

### Mercredi4 mars 2009
- Soudan : la Cour pénale internationale lance un mandat d'arrêt contre le président Omar el-Béchir, accusé de crimes contre l'humanité et crimes de guerre au Darfour. L'accusation de génocide n'est toutefois pas retenue car non prouvée.

### Jeudi5 mars 2009
- Guadeloupe : accord entre le LKP et l'État mettant fin à la grève générale qui paralyse l'île depuis le 20 janvier. La grève se poursuit en Martinique.
- France : le comité pour la réforme des collectivités locales, présidé par Édouard Balladur, présente son rapport émettant 20 propositions pour une réorganisation des collectivités locales et de leurs compétences (fusion de régions, de départements, création du Grand Paris, clarification des compétences...).

- Chômage : l'INSEE a publié les chiffres au quatrième trimestre 2008. Il a progressé de +0,6 % en 3 mois et de 0,3 point sur 1 an pour atteindre 7,2 % (8,2 % avec la France d'outre-mer).

- Soudan : 10 organisations non gouvernementales (ONG) ont été « priées » de quitter le pays sous 24 heures. Parmi les expulsés, on retrouve Solidarités, Action contre la faim ou encore Médecins sans frontières.

- GDF Suez : bénéfice de 6,5 milliards d'euros en 2008 (+13 %)
- Faurecia : filiale de PSA Peugeot Citroën annonce la fermeture d'ici la fin 2010 du site d'Auchel (Pas-de-Calais) supprimant ainsi 179 emplois sur 508.
- Royaume-Uni : la Banque d'Angleterre baisse pour la sixième fois depuis octobre 2008 son taux directeur d'un demi-point à 0,5 %.

- Bourse de Paris : l'indice CAC 40 termine la séance à 2.569,63 points (-3,96 %).
- Bourse de Francfort : l'indice Dax termine la séance à 3.695,49 points (-5,02 %).
- Bourse de Londres : l'indice Footsie-100 termine la séance à 3529,86 points (-3,18 %).
- Bourse de New York : l'indice Dow Jones termine la séance à 6.679,98 points (-2,85 %).
- Bourse de Tōkyō : l'indice Nikkei termine la séance à 7.433,49 points (+1,95 %).
- Taux de change : 1 € = 1,255 5 $
- Brent : 45,68$ (-2,79 %)

- Brésil : José Cardoso Sobrinho, l'archevêque de Recife, excommunie la mère d'une fillette de neuf ans ayant avorté de jumeaux à la suite d'un viol, ainsi que l'équipe médicale ayant pratiqué l'interruption médicale de grossesse.

- Football : la France est candidate à l'organisation de l'Euro 2016
- Half-pipe : Kevin Rolland est sacré champion du monde au Japon

- Musique : Michael Jackson annonce qu'il donnera 10 concerts durant l'été 2009

### Vendredi6 mars 2009
- États-Unis : lors d'une allocution à Colombus (Ohio), Barack Obama annonce une augmentation du chômage avec la suppression de 651 000 emplois pour le mois de février 2009. Le taux de chômage est estimé à 8,1 %, le plus haut depuis 25 ans.
- Europe : la Banque centrale européenne (BCE) baisse son principal taux directeur pour atteindre 1,50 %.

- Bourse de Paris : l'indice CAC 40 termine la séance à 2 534,45 points (-1,37 %).
- Bourse de Francfort : l'indice Dax termine la séance à 3.666,41 points (-0,79 %).
- Bourse de Londres : l'indice Footsie-100 termine la séance à 3530,73 points (+0,02 %).
- Bourse de New York : l'indice Dow Jones termine la séance à 6.553,26 points (-0,62 %).
- Bourse de Tōkyō : l'indice Nikkei termine la séance à 7.173,10 points (-3,50 %).
- Taux de change : 1 € = 1,2658 $
- Brent : 44,77$ (-0,02 %)

### Samedi7 mars 2009
- France : 2 morts et 11 blessés dans une collision entre une rame de RER et des supporters du LOSC qui marchaient sur les voies à proximité du Stade de France.
- France : Dans le Cher (Centre-Val-de-Loire), disparition d'un couple homosexuel (Luc Amblard (56 ans) et son conjoint Guy Bordenave (39 ans)) qui 3 mois plus tard (juin 2009) sera retrouvé enterré vivant et bâillonné 🤐 dans la Nièvre (Bourgogne) après d’incessantes recherches de la gendarmerie (appelée par des familles d’homosexuels inquiètes)[1]. 2 ans et demi plus tard (septembre 2011), les suspects Claude Juillet et Christophe Rayé seront condamnés à 30 ans de réclusion criminelle pour enlèvement et tentative de meurtre homophobes[1]
- Irlande du Nord : une fusillade dans une caserne de l'armée britannique à Masserene, au nord de Belfast, revendiquée par l'IRA Véritable, tue 2 soldats et blesse 4 autres personnes.

### Dimanche8 mars 2009
- Corée du Nord : élections législatives.

### Lundi9 mars 2009
- Corée du Nord : l'armée est placée en état d'alerte face à des manœuvres conjointes des armées sud-coréennes et américaines.
- Mexique : visite d'Etat de Nicolas Sarkozy.
- Irlande du Nord : un policier est assassiné par l'Armée républicaine irlandaise de la Continuité à Craigavon, à l'ouest de Belfast.
- France : vol des plans de la prison de Nancy

### Mardi10 mars 2009
- France : une expédition punitive menée dans un lycée de Gagny (Seine-Saint-Denis) fait 12 blessés.
- Union européenne/France : accord entre les ministres des Finances européens permettant à la France de fixer librement son taux de TVA dans des secteurs tels que la restauration.
- États-Unis : Michael McLendon, 27 ans, tue 10 personnes dans 3 localités du sud de l'Alabama avant de se suicider.

### Mercredi11 mars 2009
- Allemagne : fusillade de l'Albertville-Realschule, Tim Kretschmer, ancien élève âgé de 17 ans, tue 15 personnes (9 élèves, 3 enseignantes et 3 passants) à Winnenden (Bade-Wurtemberg) avant de se suicider.
- Irak : l'ancien vice-premier ministre Tarek Aziz est condamné à 15 ans pour crimes contre l'humanité.
- France : annonce de la fermeture de l'usine Continental AG de Clairoix (Oise) et du licenciement de ses 1 120 salariés.
- Lyon : rencontre entre l'olympique lyonnais et le FC Barcelone en Ligue des champions avec une victoire 5-2 du Fc Barcelone.

### Vendredi13 mars 2009
- France : 
  - le CNOSF sélectionne Annecy, Grenoble, Nice, et élimine Pelvoux, pour le choix le 18 mars de la candidature française aux JO 2018;
  - incidents à Montpellier-III au sujet de la réforme des universités.
- Union européenne : la Suisse, l'Autriche et le Luxembourg acceptent d'assouplir leur secret bancaire.

### Samedi14 mars 2009
- France : 
  - fin de la grève générale en Martinique;
  - trois sapeurs-pompiers meurent dans un accident de canyoning à Cerdon dans l'Ain.
- Afghanistan : début de l'opération Dinner Out.
- Musique : mort du chanteur français Alain Bashung, à l'âge de 61 ans.

### Dimanche15 mars 2009
- France : 10 policiers blessés par des tirs de plombs lors d'affrontements aux Mureaux.
- Afghanistan : un soldat français est tué au cours d'une attaque dans l'est du pays.
- Madagascar : après des semaines de bras de fer entre le gouvernement et l'opposition, le président Marc Ravalomanana évoque la possibilité d'un référendum pour sortir de la crise.
- Pakistan : le principal opposant au régime, Nawaz Sharif, est assigné à résidence par les autorités.
- Salvador : élection présidentielle, victoire du candidat du FMLN, issu de l'ancienne guérilla de gauche, Mauricio Funes.
- Tchad/République centrafricaine : une force de l'ONU remplace la force européenne de l'Eufor, chargée depuis un an du maintien de la paix.

### Lundi16 mars 2009
- Autriche : ouverture du procès de Josef Fritzl, 73 ans, accusé d'avoir séquestré et violé sa fille Elizabeth durant 24 ans dans une cave. Sept enfants sont nés de l'inceste, dont un est mort faute de soins.
- Madagascar : l'armée investit le palais présidentiel sur ordre du chef de l'opposition Andry Rajoelina, le président Marc Ravalomanana refuse de céder aux pressions de la rue.

### Mardi17 mars 2009
- France : Vote à l'Assemblée nationale pour le retour de la France dans le commandement intégré de l'Otan.
- Église catholique : le pape Benoît XVI entame une tournée en Afrique pour une semaine, d'abord au Cameroun puis en Angola.
- Danemark : possibilité d'adoption pour les couples homosexuels.
- Madagascar : le président Marc Ravalomanana démissionne, l'armée transmet les pleins pouvoirs au chef de l'opposition Andry Rajoelina.

### Mercredi18 mars 2009
- Sports : Annecy est désignée candidate française à l'organisation des Jeux olympiques d'hiver de 2018.

### Jeudi19 mars 2009
- France : journée d'action contre la politique de Nicolas Sarkozy : grèves et manifestations (entre 1 et 3 millions de personnes).
- Autriche : Josef Fritzl est condamné à la prison à vie et à l'internement psychiatrique, pour la séquestration et le viol de sa fille durant 24 ans et la mort d'un des 7 enfants nés de cet inceste.

### Vendredi20 mars 2009
- France : 
  - Élise, une fillette franco-russe de trois ans et demi est enlevée sous les yeux de son père à Arles (Bouches-du-Rhône), alors que sa mère russe et son père français se disputent sa garde.
  - Plusieurs personnes sont blessées près d'une école maternelle de Lyon par un jeune de 17 ans tirant des balles en plomb.

### Samedi21 mars 2009
- Asie centrale : Entrée en vigueur du traité de Semipalatinsk instituant une zone exempte d'armes nucléaires en Asie centrale.
- France : 
  - L'incendie d'un entrepôt de soufre à Petite-Synthe près de Dunkerque entraîne le confinement provisoire de 80 000 personnes.
  - L'humoriste Dieudonné annonce sa candidature aux élections européennes de 2009 en Île-de-France à la tête d'une liste « anti-communautariste et anti-sioniste ».
- Italie : plus de 100 000 manifestants à Naples contre la Mafia.

### Dimanche22 mars 2009
- France : Valérie Pécresse remporte la primaire de l'UMP face à Roger Karoutchi pour les Élections régionales françaises de 2010 en Île-de-France.
- Pakistan : le juge Ifitkhar Chaudhry est rétabli dans ses fonctions de président de la Cour Suprême, mettant fin à plusieurs mois de crise politique.
- Économie : les dirigeants de la Société générale renoncent à leurs stock options.

### Lundi23 mars 2009
- Liban : Kamal Medhat, un des responsables du Fatah au Liban et numéro 2 de l'OLP, est tué avec ses gardes du corps dans l'explosion d'une bombe près d'un camp de réfugiés palestiniens dans le sud du pays.
- Économie : Tata Motors lance la Nano, présentée comme la voiture la moins chère du monde.
- Japon : Tsutomu Yamaguchi est reconnu par le gouvernement japonais comme étant hibakusha (survivant d'un bombardement atomique) pour les deux bombardements atomiques de Hiroshima et Nagasaki. Il reste actuellement le seul homme considéré comme ayant survécu aux doubles bombardements.

### Mardi24 mars 2009
- France : 
  - Présentation du premier plan d'indemnisation des victimes des essais nucléaires français entre 1960 et 1996.
- République tchèque : le gouvernement de Mirek Topolánek est renversé à la suite d'une motion de censure, en pleine présidence tchèque de l'Union européenne.

### Mercredi25 mars 2009
- Mexique : Apparition du virus de la grippe H1N1
- Taïwan : Ouverture du procès de l'ancien président Chen Shui-bian (2000-2008), accusé de corruption.

### Jeudi26 mars 2009
- France : 
  - Libération d'un cadre de l'usine 3M de Pithiviers (Loiret), retenu depuis deux jours par des salariés protestant contre leur licenciement.
  - France : une fillette de 7 ans échappe à un enlèvement sur le terrain de sport de son école à Plaisir (Yvelines), son ravisseur étant mis en fuite par ses camarades.

### Vendredi27 mars 2009
- France : Yvan Colonna est condamné en appel à la réclusion criminelle à perpétuité assortie d'une période de sûreté de 22 ans pour l'assassinat du préfet Claude Érignac.
- États-Unis/Afghanistan : Barack Obama présente son plan pour une nouvelle stratégie américaine en Afghanistan.
- Indonésie : la rupture d'une digue provoque une inondation et la mort de plus de 100 personnes près de Jakarta.

### Samedi28 mars 2009
- France : Une fillette de six ans meurt tuée par ses deux chiens près de Châlons-en-Champagne (Marne).
- États-Unis : Inondations dans le Minnesota et le Dakota du Nord dues à la crue historique de la Rivière Rouge du Nord.
- Environnement : opération Earth Hour à travers le monde, pour sensibiliser l'opinion publique au réchauffement climatique. L'éclairage des grands monuments touristiques mondiaux est coupé pendant une heure.

### Dimanche29 mars 2009
- France : 
  - Référendum sur la départementalisation de Mayotte à Mayotte, 95,2 % de oui.
  - Accident de la route à Mazion (Gironde), 4 morts et 2 blessés.
- Espagne : entre 100 000 et 500 000 manifestants à Madrid contre la libéralisation de l'avortement, actuellement possible en cas de viol ou de danger pour la mère.
- Italie : fondation officielle par Silvio Berlusconi du Peuple de la liberté, grand parti de centre droit issu de la fusion de plusieurs formations politiques antérieures.
- Musique : mort à Los Angeles de Maurice Jarre, 84 ans, compositeur français.

### Lundi30 mars 2009
- France : deux militaires se tuent lors d'exercices à Opoul-Périllos (Pyrénées-Orientales).
- Soudan : le président Omar el-Béchir, visé par un mandat d'arrêt international pour crimes contre l'humanité et crimes de guerre au Darfour, se rend au sommet de la Ligue arabe à Doha (Qatar), en présence du Secrétaire général des Nations unies Ban Ki-moon.

### Mardi31 mars 2009
- Israël : Prise de fonctions du gouvernement de Benyamin Netanyahou, regroupant le Likoud, les travaillistes et l'extrême-droite.